# So What
«So What» —en español: «y qué»— es una canción pop y rock de la cantante estadounidense Pink. La pista fue escrita por Pink, Shellback y Max Martin, además de haber sido producida por este último. El tema fue lanzado como primer sencillo del quinto álbum de la cantante, Funhouse.
La canción fue interpretada en la ceremonia de premios de MTV Video Music Awards de 2008 y también fue usada para la promoción de los Premios MTV Latinoamérica de ese mismo año. Fue número 1 en Estados Unidos, Australia, Nueva Zelanda y Canadá.
La canción habla de cómo ella puede divertirse y pasar un buen rato, sin importarle que acabe de romper una relación, lo cual tiene una estricta relación con el divorcio de la cantante. Durante el año 2008, Pink habló de este tema en una entrevista dada para el canal E!. La cantante lo explicó así: «...Todo empezó como un chiste, estaba separándome de mi exesposo. Un día empecé a cantar “creo que perdí a mi esposo, no sé a dónde fue” y luego eso se convirtió en una canción, no la hice por despecho, solo por diversión».

## Información
La canción fue escrita por Pink y Max Martin. Martin también produjo la canción. Pink y Martin ya habían trabajado anteriormente en los mayores éxitos de los álbumes anteriores de la cantante, incluyendo éxitos como Who Knew y U + Ur Hand. En las entrevistas, la cantante declaró que la canción no era autobiográfica. Después de reunirse con su marido Carey Hart en mayo de 2009, Pink dijo en el programa de Ellen DeGeneres que le resultaba "divertido" para llevar a cabo la canción cuando estaba en la audiencia y sobre todo disfrutar el fragmento en el que cantaba la línea "Usted es un instrumento".
Cuando la canción se filtró en Internet, La Face Records decidió lanzar la canción en la radio el 18 de agosto de 2008, así como la versión digital. La canción fue lanzada en la Comisión de Derechos Humanos de América el 18 de agosto de 2008. Fue lanzado digitalmente en iTunes el 19 de agosto de 2008, y el 2 de septiembre, alcanzó el número 1 en la tienda de iTunes. El tema también ha alcanzó el puesto # 1 en iTunes Canadá.
Mientras tanto, en Australia, la canción comenzó a recibir difusión radial el 7 de agosto y fue de inmediato que la canción llegó al top 1 en ese país. La canción fue lanzada en el Reino Unido el 29 de septiembre de 2008. 
Se ha cuestionado si Pink tiene algo contra la cantante Jessica Simpson, ya que esta es la segunda vez que Simpson se ha visto negativamente referencia en una canción de la cantante, la primera fue "Stupid Girls". Pink dijo entonces sobre el asunto - "Todo el mundo piensa que estoy destrozando Jessica Simpson, pero no es verdad, realmente estoy diciendo que ella está más fresca que yo porque el camarero sigue teniendo mi mesa y le da a ella.

## Vídeo musical
El vídeo empieza con Pink en un salón de tatuajes haciéndose un tatuaje con la palabra VOID (VACÍO). Luego aparece conduciendo una pequeña y lenta podadora/barredora, ella baila sobre al vehículo y se la ve en otra escena, con los ojos tapados por su esposo Carey Hart, con unas gafas puestas al revés, y tomando café de un termo en la mitad de una gran calle hasta que llaga a un bar. Luego llega a una tienda de instrumentos donde ella prueba una guitarra y la estrella contra el piso. Después un empleado le quita la guitarra, lo que la enfurece y empieza a golpearlo. Más tarde aparece con una sierra eléctrica y corta un árbol que dice "ALECIA + CAREY" dentro de un corazón (haciendo referencia al mal estado en el que se encontraba su relación al momento de escribir la canción). Luego aparece en un bar donde un sujeto está tocando "batería" con unas cucharas y unos vasos, lo cual comienza a molestar a Pink. De nuevo en la carretera, aparece montada en una motocicleta al estilo Harley y se encuentra con una pareja de recién casados en un coche, lo que la enfurece y empieza a ensuciar el auto y golpearlo. En la siguiente escena llega a un evento en el cual se desnuda completamente mientras que varios periodistas y fanes la fotografían sorprendidos. Preparándose para el show aparece con el peluquero que le aplica laca mientras ella enciende y apaga un encendedor, pero al aplicar laca (en Spray) las llamas del encendedor empiezan a quemar el cabello de Pink. Luego aparece junto a Hart, con el que empieza a pelear, luego a bailar y hablar, y por último se abrazan. Después llega a los camerinos en donde hay varios fanes pidiéndole autógrafos. Pink le hace un autógrafo en la frente a uno de ellos. Luego aparece cantando. Después aparece con otros dos tipos los cuales orinan en dos botellas, las cuales Pink les da a beber a otros dos tipos mientras aquellos tres se ríen. Luego aparece Pink con otros jugando guerra de almohadas y el vídeo finaliza con Pink y Hart, mirando hacia la cámara y sacando la lengua 
El vídeo se estrenó en Estados Unidos en el programa FNMTV (conducido por Pete Wentz), el 22 de agosto de 2008, y fue dirigido por Dave Meyers.

## Recepción
La canción tuvo críticas bastante positivas por parte del público y de los expertos en música, también fue nominada en la entrega de los premios Grammy en 2009 en la categoría mejor interpretación vocal pop femenina, de igual forma ganó el premio a canción más adicta en los Mtv Europe Video Music Awards y ha recibido diferentes nominaciones a otros premios.

## Mejores posiciones
Sin duda, "So What" se ha convertido en el sencillo más exitoso de la cantante, siendo éste el primer sencillo independiente de P!nk en convertirse en número 1 del Billboard Hot 100 después de Lady Marmalade. El sencillo ha logrado vender más de 7.8 millones de copias mundialmente.

### Semanal
| Gráfica (2008–2009)                    | Pico de posición |
| -------------------------------------- | ---------------- |
| Australia (ARIA)                       | 1                |
| Austria (Ö3 Austria Top 40)            | 1                |
| Bélgica (Flandes) (Ultratop 50)        | 4                |
| Bélgica (Valonia) (Ultratop 50)        | 7                |
| Bulgaria (BAMP)                        | 6                |
| Canadá (Canadian Hot 100)              | 1                |
| Canadá (CHR/Top 40)                    | 1                |
| Canadá (Hot AC)                        | 1                |
| CIS Airplay (TopHit)                   | 39               |
| Croatia (HRT)                          | 1                |
| República Checa (Rádio Top 100)        | 1                |
| Dinamarca (Tracklisten)                | 3                |
| Europe (European Hot 100 Singles)      | 1                |
| Finlandia (OFC)                        | 2                |
| Francia (SNEP)                         | 4                |
| Alemania (Offizielle Deutsche Charts)  | 1                |
| Hungría (Rádiós Top 40)                | 7                |
| Iceland (RÚV)                          | 15               |
| Irlanda (IRMA)                         | 1                |
| Israel (Media Forest)                  | 1                |
| Italia (FIMI)                          | 14               |
| Japón (Japan Hot 100)                  | 17               |
| Mexico Anglo (Monitor Latino)          | 1                |
| Mexico (Billboard Ingles Airplay)      | 4                |
| Países Bajos (Dutch Top 40)            | 4                |
| Países Bajos (Mega Single Top 100)     | 10               |
| Nueva Zelanda (Recorded Music NZ)      | 1                |
| Noruega (VG-lista)                     | 3                |
| Portugal (Billboard)                   | 1                |
| Escocia (Scottish Singles Sales Chart) | 1                |
| Slovakia (IFPI)                        | 2                |
| España (Top 100 Canciones)             | 31               |
| Suecia (Sverigetopplistan)             | 2                |
| Suiza (Schweizer Hitparade)            | 1                |
| Reino Unido (Official Charts Company)  | 1                |
| Estados Unidos (Billboard Hot 100)     | 1                |
| Estados Unidos (Adult Top 40)          | 1                |
| Estados Unidos (Hot Dance Club Songs)  | 21               |
| Estados Unidos (Mainstream Top 40)     | 1                |
| Estados Unidos (Rhythmic)              | 28               |

### Mejor posición fin de año
| Año  | País      | Gráfica                             | Posición |
| ---- | --------- | ----------------------------------- | -------- |
| 2008 | Australia | ARIA Australian End Of Year Singles | #2       |
| 2008 | USA       | Billboard Year End Singles Chart    | #24      |
| 2008 | UK        | UK Singles chart                    | #14      |

| Year | Country | Magazine      | Ranking |
| ---- | ------- | ------------- | ------- |
| 2008 | USA     | Rolling Stone | #29     |
| 2008 | USA     | Time          | #2      |

## Apariciones en otros medios
- La canción fue utilizada para promover el 2008 MTV Video Music Awards Latin America. Pink cantó "So What" en MTV Europe Music Awards 2008 el 6 de noviembre de 2008.
- Fue una de las canciones reproducidas en el juego Lego Rock Band y videojuegos de 2009 del video de Dance Dance Revolution.
- La versión sin censura también se ofrece como una canción descargable en Guitar Hero: World Tour y SingStar.
- También es una canción en la versión de DS de Band Hero y disponibles (junto con "Get the Party Started") en la popular aplicación para el iPhone / iPod Touch Tap Tap Revenge 3.
- La canción apareció en la temporada 9 de episodio de Two and a Half Men titulado "A Giant Cat Holding a Turro".
- También fue utilizado en la final de la temporada 3 de The Vampire Diaries titulado "The Departed".
- La canción fue utilizado en la apertura del segundo episodio de Castle. Se jugaba más tarde en el episodio como tono de llamada de la víctima del teléfono celular, demostrando que estaba en una ubicación la policía no cuenta previamente antes de su asesinato.
- Emily Fields y McCullers Paige lo cantó en un episodio de Pretty Little Liars durante el karaoke.
- En Chile, la canción fue utilizada algunos capítulos de la teleserie CRZ Corazón Rebelde, basada en la argentina Rebelde Way.
- La canción aparece como pista bailable en le videojuego Just Dance 4.

## Versiones
- The Chipettes cover de la canción con los cambios líricos para la película de 2009 Alvin y las ardillas 2 y su banda sonora.
- La canción aparece en "Weird Al" Yankovic nuevo álbum Alpocalypse en su medley polka "Polka Face".
- Amaia Romero en operación triunfo 2017-2018